# Гаперон

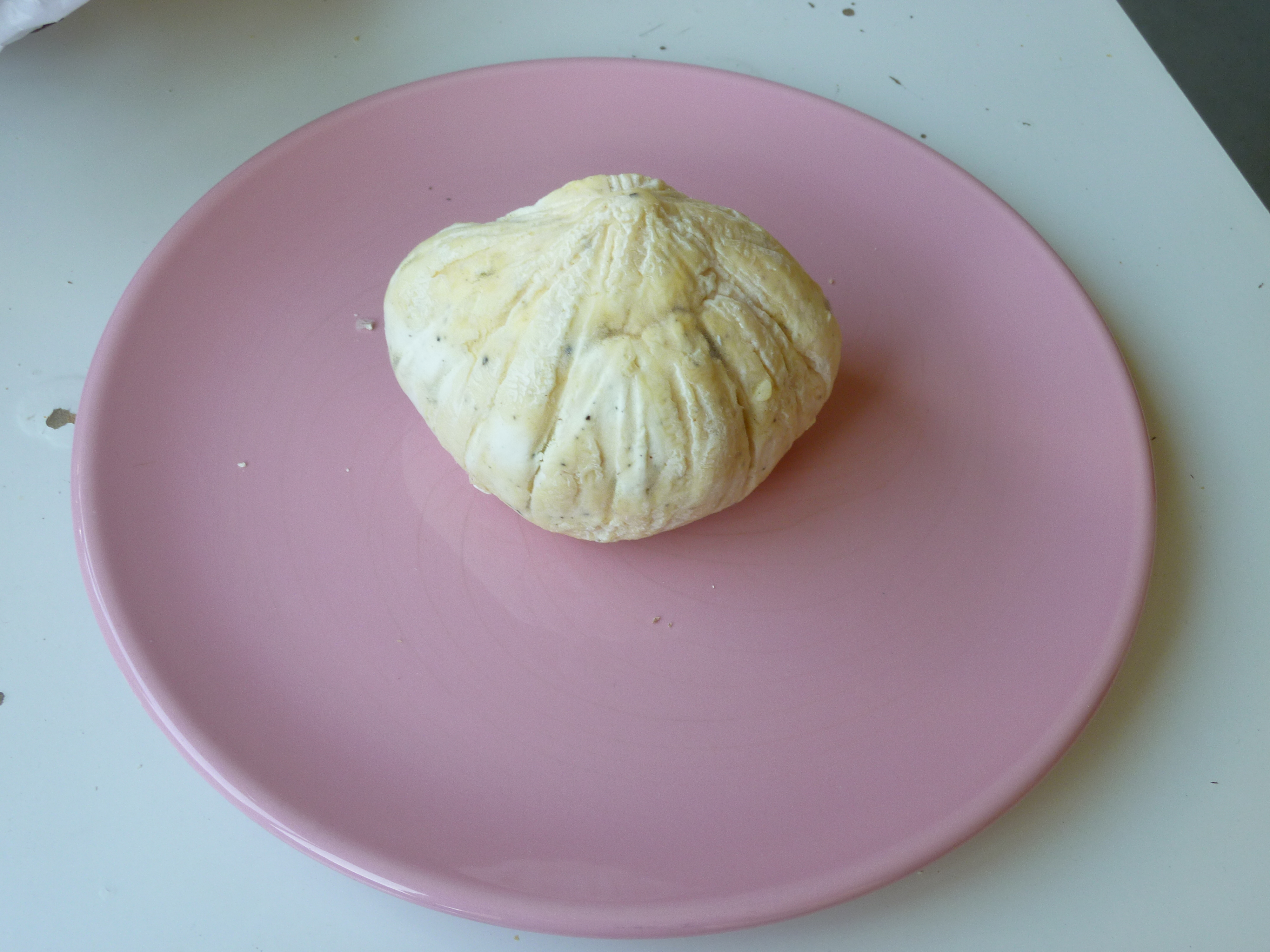

Гаперон (фр. Gaperon) — французький напівм'який сир з коров'ячого молока з білою пеніциліновою скоринкою. Вважається візитною карткою регіону Овернь.

## Історія
Сир Гаперон виробляється понад 1200 років. Спочатку він виготовлявся із сколотини, яка згодом була замінена непастеризованим коров'ячим молоком, а сирні головки визрівали на відкритому повітрі. Їх підвішували на сільських кухнях недалеко від вогнища або в коморі. Кількість головок цього сиру, розвішаних на кухні, вважалося показником добробуту сім'ї і багатства приданого дочки фермера.

## Виготовлення
Сир Гаперон виробляється старим артільним способом на декількох фермах в регіоні Овернь. Для виготовлення сиру використовується пастеризоване коров'яче молоко. Після приготування сирної маси в неї додається рожевий часник і перець. Сир витримується протягом періоду від 4 тижнів до двох місяців, під час сушіння підвішується на ременях.

## Опис
Головки сиру мають форму приплюснутої кулі або купола діаметром 8–9 сантиметрів, заввишки 6–9 сантиметрів і вагою від 300 до 500 грам. Головка покрита сухою і твердою кіркою з нальотом натуральної білої плісняви. Під кіркою знаходиться щільна, пружна й еластична м'якоть з вкрапленнями часнику і перцю. Колір м'якоті в залежності від сезону може варіюватися від кольору слонової кістки до блідо-жовтого. М'якоть відрізняється низьким вмістом жиру.
Сир володіє насиченим терпким смаком з нотками часнику і перцю, а також ароматом диму. Вживається як у складі місцевих страв, так і як самостійна страва, добре поєднується зі свіжоспеченим хлібом і міцними червоними винами, зокрема винами долини Рони.